# Rugball
El rugball es un deporte que une baloncesto, lucha grecorromana y rugby.

## Introducción
Se juega en una pista de baloncesto. El objetivo del juego, igual que en baloncesto, es encestar la pelota en la canasta contraria. A diferencia de este, no existen conceptos como regate y tiros libres.
Durante el juego, se permite una dura lucha por el balón, por lo tanto, para prevenir lesiones y proteger a los jugadores durante caídas y colisiones, se proporcionan rodilleras, coderas y cascos.
El rugball es una parte integral del entrenamiento de los luchadores. El ritmo irregular del juego, donde se mezclan velocidad con aceleración, lucha libre, lanzamientos a la canasta para mayor precisión, le permite desarrollar destreza, fuerza explosiva y coordinación.
La Federación de Rugball de Rusia se formó en mayo de 1999. Su fundador fue Alexander Necheporuk. Su actual presidente es Ivan Andreev. El primer campeonato ruso de rugball se celebró en Uliánovsk en octubre de 1999. El 13 de noviembre de 2003, se registró como deporte independiente por decisión de la Comisión del Comité Estatal de Deportes de Rusia sobre el reconocimiento de nuevos deportes.

## Origen
El rugball evolucionó a partir de un juego practicado por luchadores en entrenamiento durante un calentamiento. Con un pesado balón medicinal, los luchadores, moviéndose de rodillas sobre la lona del ring, intentaban anotar un tanto a sus oponentes en una canasta improvisada.
Poco a poco, este juego de calentamiento pasó de la lona a la cancha de baloncesto. Comenzaron a jugar de pie y con una pelota de baloncesto. Actualmente, los boxeadores, jugadores de hockey y atletas de muchos otros deportes también juegan rugball moderno.

## Reglas del juego
Hay dos equipos de seis jugadores cada uno. Un equipo consta de 13 jugadores, pero no más de seis jugadores pueden estar en el terreno de juego y el resto son suplentes. El objetivo del juego es introducir el balón en la canasta del oponente.
- El juego comienza lanzando la pelota hacia arriba, en el centro del campo, como en el baloncesto.
- La pelota se puede pasar, lanzar, rebotar, guiar, rodar en cualquier dirección.
- El jugador con la pelota puede correr sin necesidad de botarla.[1]
- Está permitido que los jugadores sin balón se abrazen. Se juega con cualquier parte del cuerpo, excepto las piernas, que no se pueden usar para golpear ni pueden ser agarradas por un jugador rival.[3]
- No se podrá retener a otro jugador entrelazando las manos.[2]
- En el juego, se pueden usar técnicas de fuerza y lucha, excepto las prohibidas.
- No se puede sacar a un jugador rival del área de juego.[2]
- Por violación de las reglas, el jugador es expulsado por un minuto. Si el equipo del jugador expulsado falla un tiro a canasta, entonces el jugador podrá regresar al juego sin agotar el minuto de sanción.
- Se concede una pelota retenida si los jugadores del equipo contrario han mantenido la pelota en el suelo durante más de 5 segundos.
- Meter la pelota en la canasta del oponente desde cualquier distancia se considera en un punto.[1]
- El ganador del juego es el equipo con más puntos al final del tiempo de juego.
- La duración del juego es de dos periodos de 20 minutos de tiempo neto con un descanso de 5 minutos.
- En cada período, ambos equipos tienen derecho a un tiempo muerto de 30 segundos.
- El juego no puede comenzar si en uno de los equipos hay menos de 5 jugadores en la cancha que estén listos para jugar.

## Competiciones
- Liga nacional rusa, compuesta por 22 equipos.[1]
- Torneo internacional para la Copa Pedro el Grande
- Torneo dedicado al Día de la Victoria.

Hay equipos profesionales en Holanda, Francia, República Checa, Bielorrusia, Moldavia, Estonia y Transnistria. Los clubes de rugball más laureados hasta el momento son Atlanty Neva de San Petersburgo, siete veces campeones de Rusia, y Russian Bears de Rostov del Don, seis veces campeones de Rusia.